# Pete Philly
Pete Philly, pseudonimo di Pete Philip Monzón (Oranjestad, 28 maggio 1980), è un rapper e cantante olandese.

## Biografia
Nasce nella città arubana di Oranjestad, ma all'età di 15 anni si trasferisce con i genitori a L'Aia, nei Paesi Bassi, dove si interessa alla musica hip hop ascoltando gruppi come i De La Soul e gli A Tribe Called Quest. Dopo le superiori si iscrive all'accademia d'arte, che lascia dopo un anno. Nel frattempo comincia le sue prime esperienze musicali, prima nei Nicotine e poi nei Gotcha.
Nel 2002, a soli 22 anni, vince un importante premio musicale olandese, supportato dal dj PCM. Nel 2004 viene invitato a Glasgow durante il festival Musicworks Convention. In quell'anno incontra il musicista Perquisite con cui fonda il duo Pete Philly and Perquisite, nel 2005 esce l'album Mindstate, in cui vengono mescolate sonorità hip hop con musica jazz e classica. All'album collaborano Senna, Cee-Major e Talib Kweli. Nel 2007 esce Remindstate, album composto da remix dei brani presenti nell'album precedente. Nello stesso anno esce l'album in studio Mystery Repeats, seguito l'anno successivo da una versione live. Nel 2007 collabora con il rapper italiano Ghemon Scienz all'album La rivincita dei buoni nella traccia Avrei bisogno di un divano.

## Discografia
- 2011 - Open Loop

### Album con Perquisite
- 2005 - Mindstate
- 2007 - Remindstate
- 2007 - Mystery Repeats
- 2008 - Mystery Repeats - The Live Edition

### Collaborazioni
- Ghemon Scienz ft. Pete Philly - Avrei bisogno di un divano (prod. Marco Polo - da La rivincita dei buoni)